# Liste von Persönlichkeiten der Stadt Ilmenau

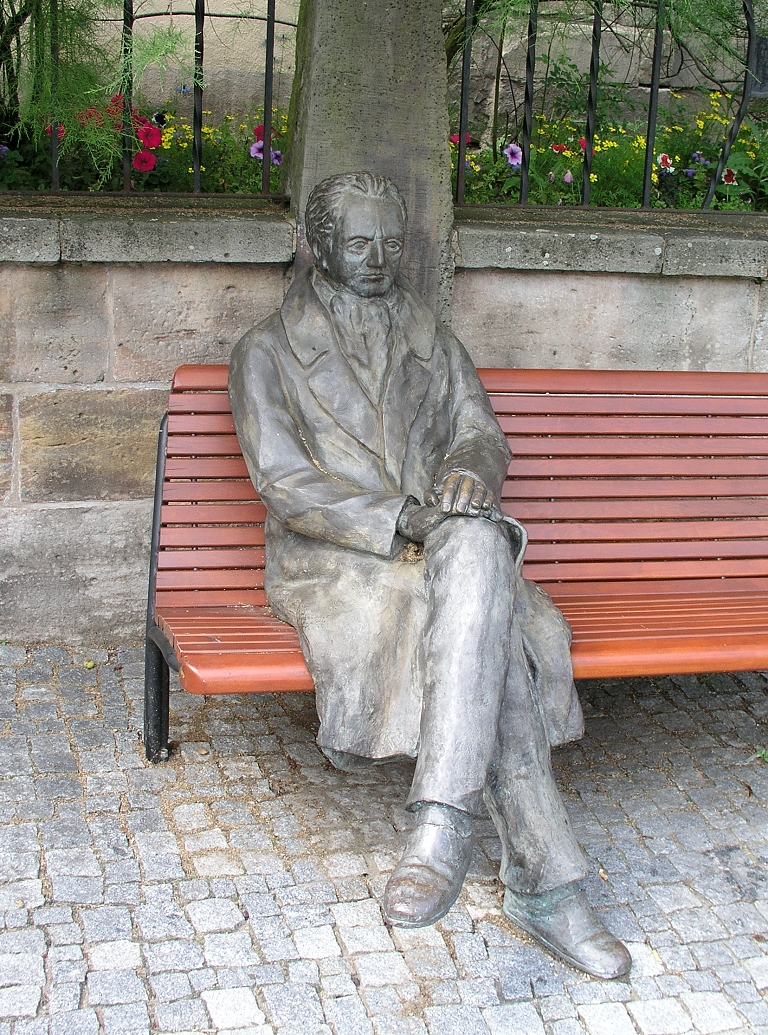
Goethedenkmal vor dem Amtshaus

Diese Liste enthält Persönlichkeiten der Stadt Ilmenau in Thüringen mit etwa 36.000 Einwohnern.
Bereits seit dem späten 18. Jahrhundert lockte die Stadt immer wieder bedeutende kulturelle Persönlichkeiten, wie etwa Johann Wolfgang von Goethe an. Er huldigte der Stadt unter anderem mit dem Gedicht „Ilmenau“. Goethe schätzte besonders die Umgebung der Stadt um neue Kräfte für seine Weimarer Amtstätigkeiten zu sammeln. Dass er gerade Ilmenau so häufig besuchte, lag darin begründet, dass die Stadt zum Herzogtum Sachsen-Weimar-Eisenach gehörte und über das Ilmtal von Weimar gut zu erreichen war. Die Präsenz Goethes hatte zur Folge, dass einige seiner Freunde auch häufig in Ilmenau weilten oder, wie z. B. Knebel und Schröter sogar hier wohnten. Außerdem war Sachsen-Weimar-Eisenach nur ein sehr kleiner Staat, sodass nahezu alle Herzöge und Großherzöge „Spuren“ in Ilmenau hinterließen. Sie besuchten die Stadt meist um hier zu urlauben (Ilmenau galt damals als Sommerfrische und in der Stadt gibt es sowohl ein großherzogliches Jagdhaus („Jagdhaus Gabelbach“) als auch ein Schloss (das Amtshaus)). Diese Herzöge sind in der Liste der Herzöge von Sachsen-Weimar einsehbar und werden daher in dieser Liste nicht nochmals erwähnt.
Nach Goethes Tod gab es zahlreiche Philosophen und Dichter, die sich mit seinem Werk intensiv befassen wollten, und sich im so genannten Gabelbach-Verein organisierten.
Seit dem Beginn des 20. Jahrhunderts kamen vermehrt Politiker nach Ilmenau. Paul Löbe, der spätere Reichstagspräsident, gründete 1898 den SPD-Ortsverein in Ilmenau. Nach dem Ersten Weltkrieg wurde Ilmenau Zentrum von Linken und Rechten Aktivitäten, die von Personen wie Fritz Sauckel oder Felix Weil vorangetrieben wurden. Häufig hielten sich diese späteren Politiker deshalb in Ilmenau auf, weil sie am Technikum studierten. Dass aus dem Technikum bzw. der heutigen Universität immer wieder Politiker hervorgingen, ist bis heute so geblieben.
In den 1930er-Jahren begann Ilmenau sich zu einem Wintersportzentrum zu entwickeln. Es war zeitweise das Zentrum des deutschen Rodel- und Bobsports, aus dem zahlreiche Olympiasieger hervorgingen. Heute hat die Stadt ihre Funktion als Wintersportzentrum jedoch weitestgehend verloren.
Nach dem Zweiten Weltkrieg entwickelte sich die Technische Universität Ilmenau zu einem Forschungszentrum. Deshalb gab und gibt es seitdem auch zahlreiche Wissenschaftler, die in Ilmenau aktiv sind, wie z. B. Karlheinz Brandenburg, der große Teile des Datenkomprimierungsformats mp3 entwickelte.

## Goethe und Goethefreunde

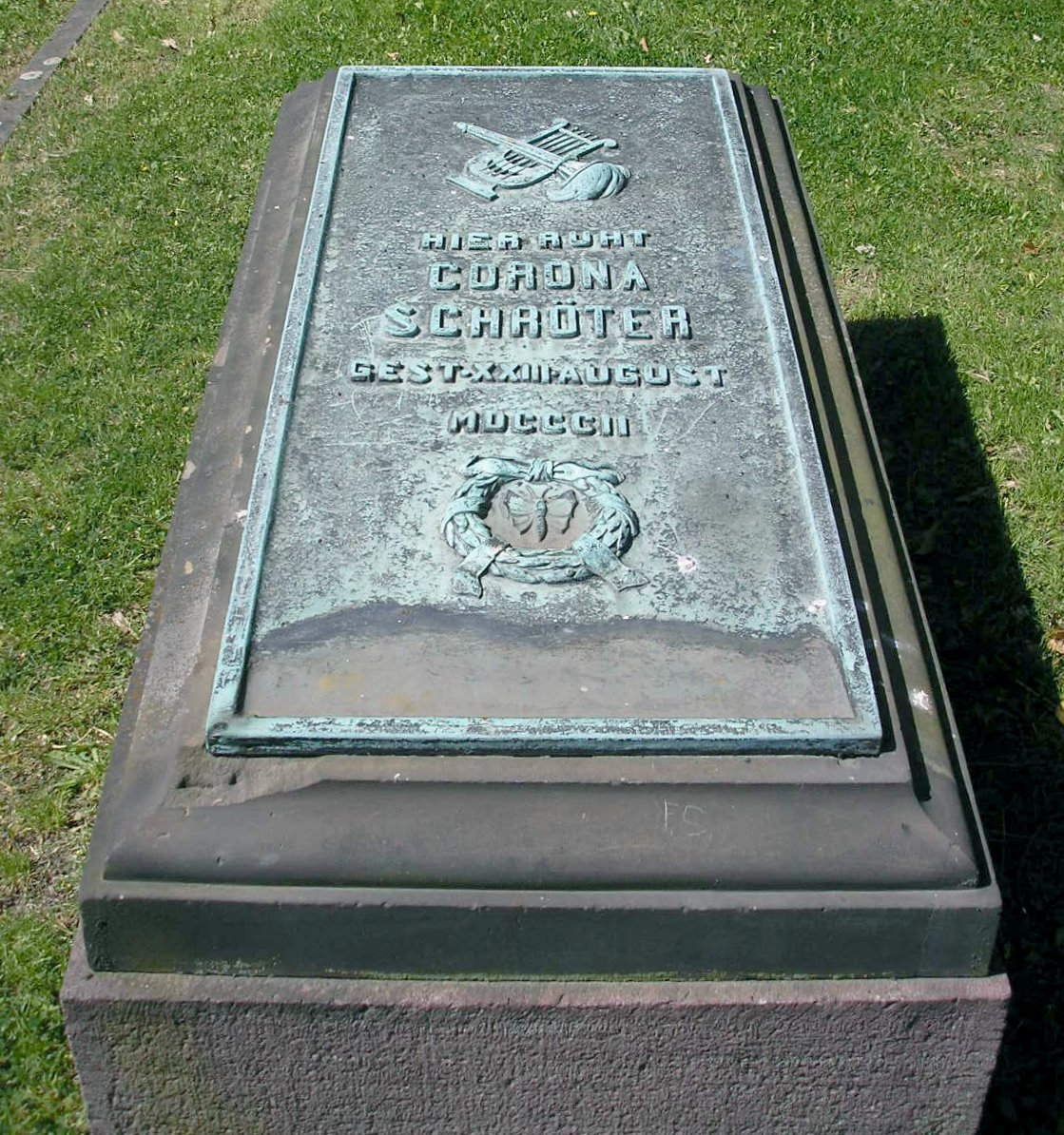
Grab Corona Schröters auf dem Ilmenauer Friedhof

- Johann Wolfgang Goethe (* 28. August 1749 in Frankfurt/M.; † 22. März 1832 in Weimar) weilte sehr oft in Ilmenau, für Bergbaustudien, naturwissenschaftliche Studien und zur Erholung, er feierte seinen letzten Geburtstag (82.) in Ilmenau, heute ist eine Straße in Ilmenau nach ihm benannt.
- Johann Friedrich Wilhelm von Charpentier (* 24. Juni 1738 in Dresden; † 27. Juli 1805 in Freiberg) und
- Friedrich Wilhelm Heinrich von Trebra (* 5. April 1740 in Allstedt; † 16. Juli 1819 in Freiberg) waren zwei wichtige sächsische Bergingenieure, welche Goethe in technischen Fragen der Reaktivierung des Bergbaus in Ilmenau berieten. Aus dem reinen Arbeitsverhältnis entwickelte sich später eine enge Freundschaft zu Goethe.
- Anna Amalie von Sachsen-Weimar-Eisenach (* 24. Oktober 1739 in Wolfenbüttel; † 10. April 1807 in Weimar); Herzogin von Sachsen-Weimar-Eisenach, betrieb in Ilmenau soziales Engagement für die Not leidenden Bürger; stellte Hilfsgelder zum Wiederaufbau der Stadt nach dem Brand von 1752 zur Verfügung
- François Ignace de Wendel (* 23. September 1741 in Thionville; † 2. Mai 1795 in Ilmenau), französischer Industrieller, wollte mithilfe Goethes ein Gusseisenwerk am Grenzhammer eröffnen.
- Karl Ludwig von Knebel (* 30. November 1744 bei Nördlingen; † 23. Februar 1834 in Jena) Goethes „Urfreund“, wohnte von 1798 bis 1805 in Ilmenau, heute ist eine Straße in Ilmenau nach ihm benannt.
- Johann Gottlob Bernstein (* 28. Juni 1747 in Saalborn; † 12. März 1835 in Neuwied), Arzt, war zwischen 1772 und den 1790er-Jahren „Bergarzt“ in Ilmenau und ein Vertrauter Goethes
- Corona Schröter (* 14. Januar 1751 in Guben; † 23. August 1802 in Ilmenau) war eine Goethe-Schauspielerin, verbrachte ihre letzte Lebensphase in Ilmenau zum Luftkuren, starb an Tuberkulose, ist in Ilmenau beerdigt, heute ist eine Straße in Ilmenau nach ihr benannt.
- Karl Gottfried Baldauf (* 1751 in Marienberg/Sa.; † 2. September 1811 in Freiberg), Bergingenieur, weilte auf Einladung Goethes zur Untersuchung der Ilmenauer Bergwerke hier, errichtete eine Wassersäulenmaschine in Ilmenau.
- Maria Pawlowna (* 16. Februar 1786 in Pawlowsk; † 23. Juni 1859 in Weimar), Großherzogin von Sachsen-Weimar-Eisenach, leitete den Bau des Kickelhahnturms in die Wege und bezahlte den Bau; finanzierte den Bau der Marienstraße (B4) von Ilmenau nach Plaue sowie den Ausbau der Chausseen im Amt Ilmenau und weilte oft in der Stadt
- Johann Christian Mahr (* 1787; † 1869), Geologe, Fossiliensammler Goethes und Bergrat in Ilmenau, heute ist eine Straße in Ilmenau nach ihm benannt
- Johann Peter Eckermann (* 21. September 1792 in Winsen/L.; † 3. Dezember 1854 in Weimar), Dichter und Vertrauter Goethes, weilte mehrmals zu Kuren in Ilmenau, heute ist eine Straße in Ilmenau nach ihm benannt.

## Persönlichkeiten im Gabelbach-Verein/Gabelbach-Gemeinde

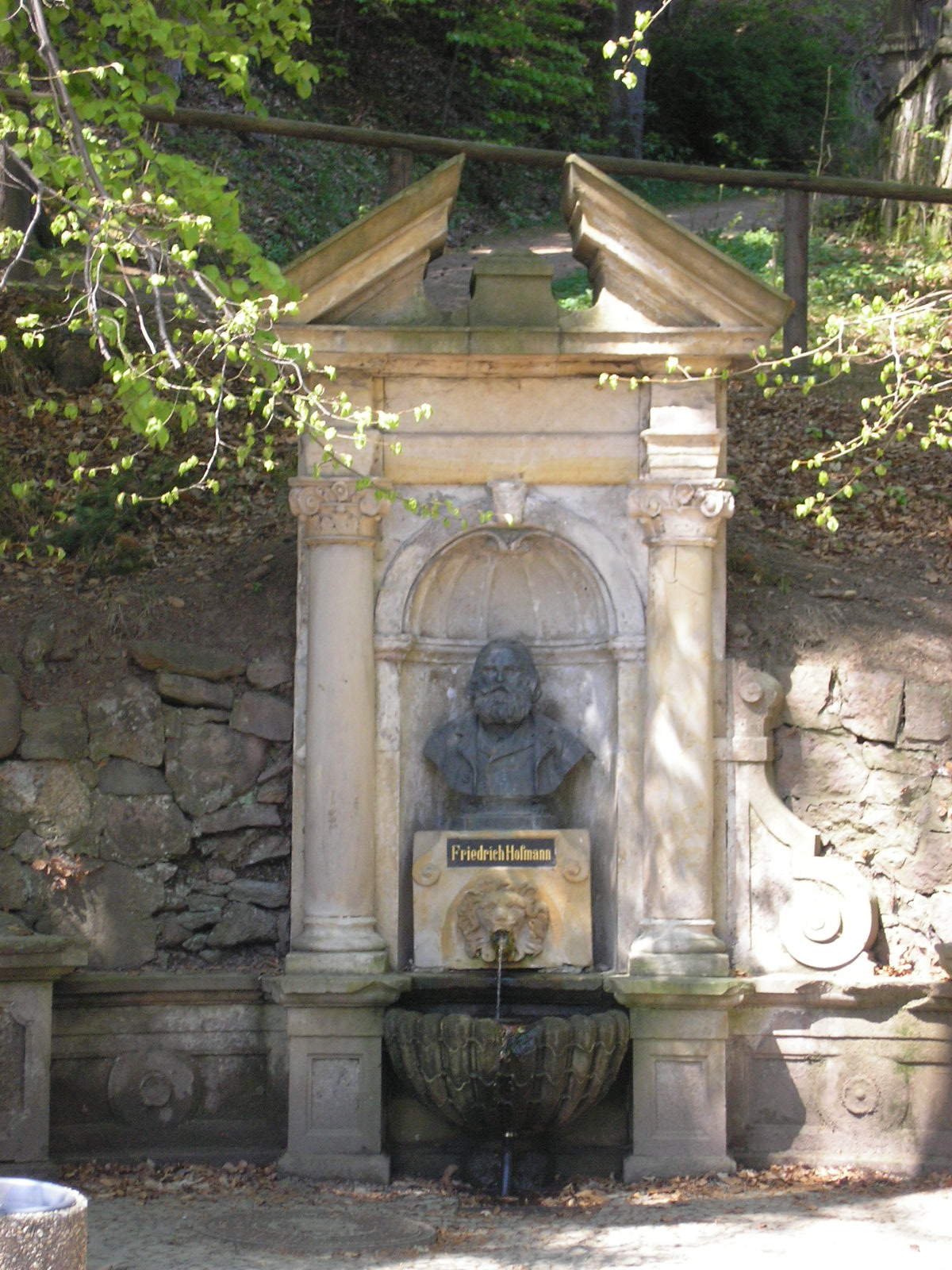
Ein zu Ehren von Friedrich Hofmann errichteter Brunnen am Stadtrand von Ilmenau

Nach Goethes Tod gab es zahlreiche Philosophen und Dichter, die sich mit seinem Werk intensiv befassen wollten. Auch sie trafen sich in Ilmenau, wo sie den Gabelbach-Verein, auch Gabelbach-Gemeinde oder Gemeinde Gabelbach genannt, gründeten. Er organisierte Treffen und verschiedene Aktivitäten in und um Ilmenau. Benannt wurde er nach dem Gabelbach, einem kleinen Fluss bei Ilmenau. Treffpunkt der Gruppe war u. a. das ab 1910 von der Gemeinde gemietete Jagdhaus Gabelbach.
Mitglieder des Vereins waren:
- August Wilhelm Fils (* 1799; † 1878), Vermessungstechniker, fertigte erstmals Höhenkarten des Thüringer Waldes an, war Mitglied im Gabelbachverein, besuchte Ilmenau außerdem häufig zu Kuraufenthalten, seit 4. April 1853 ist er Ehrenbürger der Stadt Ilmenau.
- Friedrich Hofmann (* 18. April 1813 in Coburg; † 14. August 1888 in Ilmenau), Dichter, wohnte in der zweiten Hälfte seines Lebens in Ilmenau, heute ist eine Straße in Ilmenau nach ihm benannt.
- Theodor Fontane (* 30. Dezember 1819 in Neuruppin; † 20. September 1898 in Berlin), Dichter, weilte auf Einladung des Gabelbach-Vereins für sechs Wochen zum Urlaub in Ilmenau
- Karl Friedrich Schwanitz (* 28. Januar 1823 in Zillbach; † 30. April 1903 in Weimar), war 27 Jahre lang Richter in Ilmenau und bestimmte maßgeblich das Stadtleben durch Engagement in zahlreichen Vereinen, u. a. auch im Gabelbach-Verein, erster „Gemeindepoet“, seit 21. März 1890 Ehrenbürger der Stadt Ilmenau, heute ist eine Straße in Ilmenau nach ihm benannt.
- Joseph Victor von Scheffel (* 16. Februar 1826 in Karlsruhe; † 9. April 1886 in Karlsruhe), Dichter, wurde mehrmals von Schwanitz nach Ilmenau eingeladen, Komponist von „Das Gabelbachlied“, heute ist eine Straße in Ilmenau nach ihm benannt.
- Rudolf Baumbach (* 28. September 1840 in Kranichfeld; † 21. September 1905 in Meiningen), Thüringer Heimatdichter, dritter „Gemeindepoet“, heute ist eine Straße in Ilmenau nach ihm benannt.
- Georg Bötticher (* 20. Mai 1849 in Jena; † 15. Januar 1918 in Leipzig), Grafiker, Schriftsteller und Literaturwissenschaftler.
- August Trinius (* 31. Juli 1851 in Schkeuditz; † 2. April 1919 in Waltershausen), Schriftsteller, „Reichshistoriograph“ der Gemeinde, veröffentlichte 1898 „Aus der Chronik der Gemeinde Gabelbach“.
- Gustav Richard Fischer (* 28. August 1862 in Pößneck; † 13. Mai 1921 in Ilmenau) Unternehmer und Industrieller.

Die Mitglieder der Gemeinde wurde vom Heimatforscher Bernd Frankenberger als „trinkfeste,einflussreiche und humorvolle Ilmenauer Honoratioren“ bezeichnet. Im Sinne einer Selbstverwaltung besaß die Gemeinschaft einen Schulzen, Schatzmeister und Chronisten. Zusätzlich benannten sie einen so genannte „Gemeindepoeten.“

## Politiker

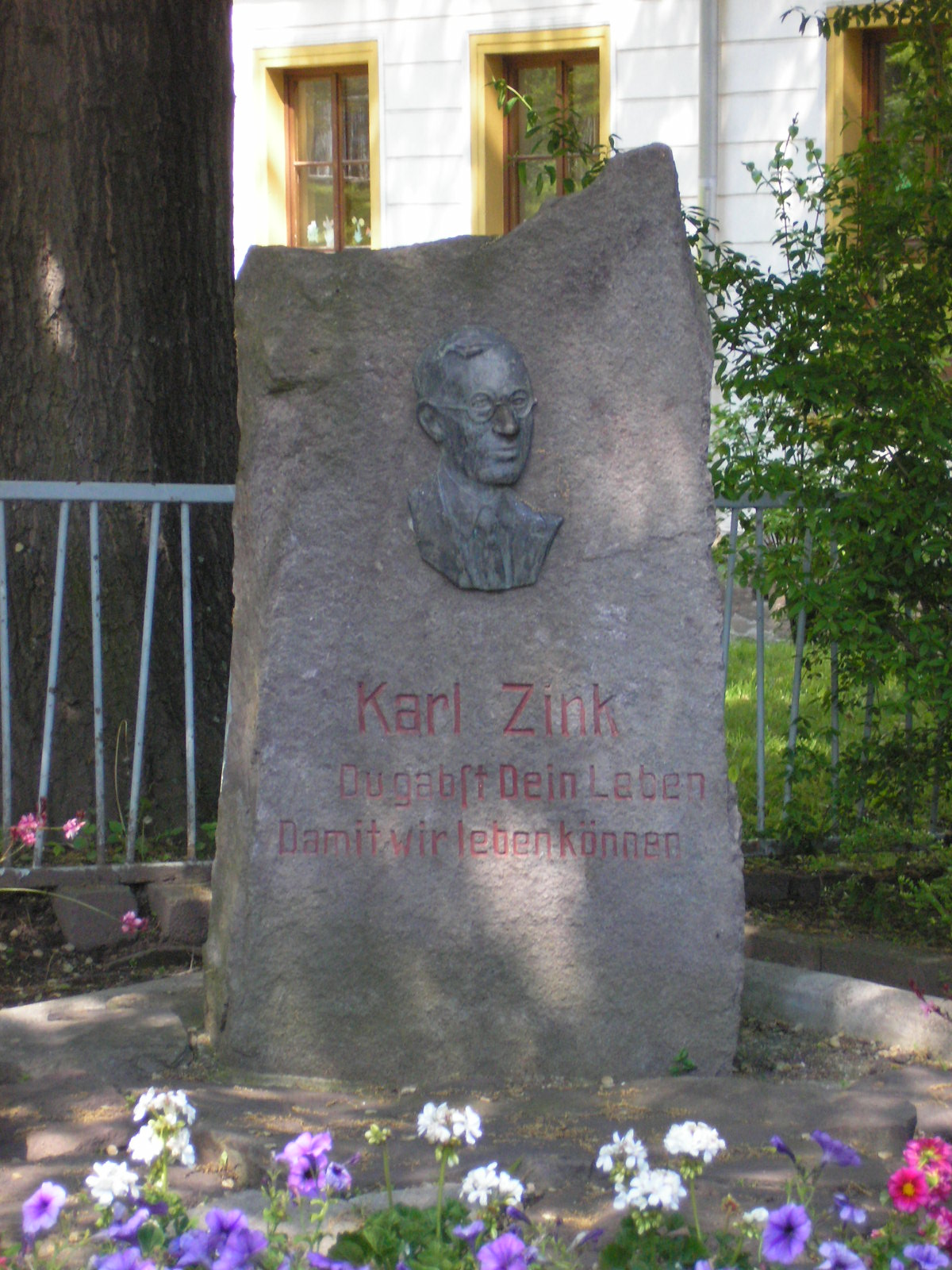
Karl-Zink-Denkmal in Ilmenau

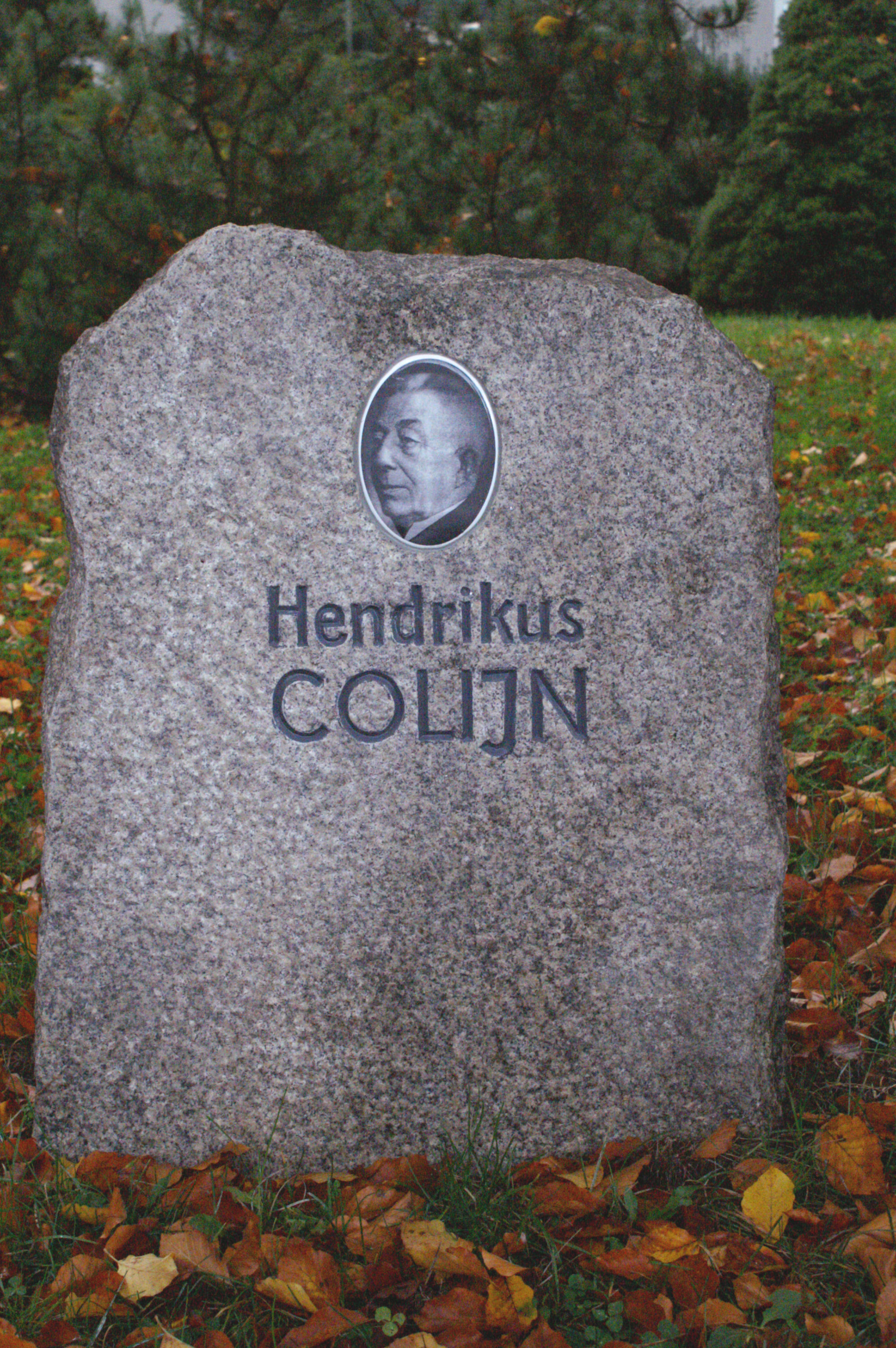
Gedenkstein für Hendrikus Colijn

- Johann Poppo von Greiner (* 14. Januar 1708 in Ilmenau; † 17. September 1772 in Weimar), sachsen-weimarischer Bibliothekar und Politiker
- Hermann Mämpel (* 25. August 1866; † 18. Juli 1944 in Coburg), Politiker (SPD), Mitglied des Coburger Landtages (1908–1912), der Landesversammlung (1919–1920), des bayerischen Landtages (1920) und Coburger Stadtrates (1921–1924)
- Albert Pulvers (* 12. März 1868; † 8. Oktober 1933 in Ilmenau), Politiker (SPD), 25 Jahre lang Stadtratsmitglied (1908–1933), heute ist eine Straße nach ihm benannt.
- Paul Löbe (* 14. Dezember 1875 in Liegnitz; † 3. August 1967 in Bonn), Politiker (SPD), gründete den SPD-Ortsverein (1898), arbeitete kurzzeitig in der Henne-Druckerei, später war er Reichstagspräsident, nach ihm ist heute eine Straße in Ilmenau benannt.
- Paul Fliedner (* 10. Dezember 1889 in Ilmenau; † 26. Juli 1970 in Hamburg), kommunistischer Politiker, 1945–1950 Bürgermeister Ilmenaus
- Hermann Jahn (* 28. März 1894 in Ilmenau; † 15. April 1946 in Erfurt), kommunistischer Politiker, antifaschistischer Widerstandskämpfer, Oberbürgermeister von Erfurt
- Fritz Sauckel (* 27. Oktober 1894 in Haßfurt; † 16. Oktober 1946 in Nürnberg), Politiker (NSDAP), wohnte von 1922 bis 1925 in Ilmenau, Gründer und Vorsitzender der NSDAP-Ortsgruppe und später Gauleiter Thüringens, studierte am Technikum.
- Fritz Reinhardt (* 3. April 1895 in Ilmenau; † 17. Juni 1969 in Regensburg), Finanzwissenschaftler, Politiker (NSDAP), NS-Staatssekretär im Finanzministerium, gründete die Ilmenauer Reichsfinanzschule.
- Franz Metzner (* 26. Mai 1895 in Ilmenau; † 6. Juli 1970 in Essen-Stoppenberg), Politiker (NSDAP) und SS-Obersturmbannführer
- Hugo Bretschneider (* 9. Dezember 1909 in Ilmenau; † 5. Januar 1964), Politiker (CDU), MdL in Nordrhein-Westfalen (1947)
- Karl Zink (* 24. April 1910 in Zella-Mehlis; † 6. September 1940 in Berlin), Widerstandskämpfer (KPD), wohnte seit 1917 in Ilmenau, war ein Widerstandskämpfer gegen die Nationalsozialisten, wurde 1940 in Berlin hingerichtet, heute ist nach ihm eine Straße in Ilmenau benannt.
- Günter Sieber (* 11. März 1930 in Ilmenau; † 26. November 2006 in Strausberg), Politiker (SED), DDR-Botschafter in Polen, geboren in Ilmenau
- Paul Latussek (* 6. September 1936 in Gleiwitz), rechtspopulistischer Politiker (DSU), verlor seine Ämter und seine Tätigkeit an der Universität, weil er am 9. November 2001 auf einer Tagung des Bundes der Vertriebenen in Arnstadt den Holocaust verharmloste und die Opferzahlen leugnete.
- Hansjoachim Walther (* 16. Dezember 1939 in Bütow; † 17. Januar 2005 in Stützerbach), Politiker (DSU/CDU), 1990–1991 Bundesminister für besondere Aufgaben, arbeitete auch an der Universität.
- Burker-Wieland Jüngling (* 7. Januar 1943 in Ilmenau), Politiker (FDP), zuvor Mitglied des Landtages von Sachsen-Anhalt (SPD)
- Dagmar Schipanski (* 3. September 1943 in Sättelstädt; † 7. September 2022), Politikerin (CDU), Professorin und Rektorin der TU Ilmenau, kandidierte 1999 für das Amt der Bundespräsidentin, 1999–2004 Thüringer Ministerin für Wissenschaft, Forschung und Kunst, 2004–2009 Präsidentin des Thüringer Landtages
- Michael Krapp (* 22. November 1944 in Gera), Politiker (CDU), 1999–2004 Thüringer Kultusminister, Dozent an der Universität
- Gerd-Michael Seeber (* 29. Juli 1949 in Ilmenau), Politiker (CDU), 1990–2018 (Ober-)Bürgermeister von Ilmenau
- Jens Goebel (* 11. Januar 1952 in Jena), Politiker (CDU), Thüringer Kultusminister, lebte von 1975 bis 1990 in Ilmenau, arbeitete damals an der Technischen Hochschule.
- Christian Schenk (* 8. Juli 1952 in Ilmenau), Politikerin (SED, später PDS), wuchs in Ilmenau auf, 1990–2002 MdB, aktiv in der Frauen-, Familien- sowie Schwulen- und Lesbenpolitik
- Andreas Enkelmann (* 31. Dezember 1958 in Jena), Politiker (SPD), 1990–1999 Mitglied des Thüringer Landtages, heute Sozialarbeit im Hospizverein Ilmenau
- Frank Kuschel (* 8. September 1961 in Ilmenau), Politiker (Die Linke), 2004–2019 Mitglied des Thüringer Landtags
- Jens Dietrich (* 1965 in Berlin), Politiker (AfD), seit 2019 Mitglied des Stadtrates von Ilmenau, seit 2023 Mitglied des Thüringer Landtags
- Petra Enders (* 24. Dezember 1965 in Ilmenau), Politikerin (Die Linke), 2004–2012 Mitglied des Thüringer Landtags, seit 2012 Landrätin des Ilm-Kreises
- Claudia Nolte (* 7. Februar 1966 in Rostock), Politikerin (CDU), 1994–1998 Bundesfamilienministerin
- Tino Sorge (* 4. März 1975 in Ilmenau), Politiker (CDU), seit 2013 MdB
- Tankred Schipanski (* 30. Dezember 1976 in Leipzig), Politiker (CDU), wuchs in Ilmenau auf, 2009–2021 MdB
- Marcus Bühl (* 29. April 1977 in Ilmenau), Politiker (AfD), seit 2017 MdB
- Sascha Bilay (* 12. April 1979 in Ilmenau), Politiker (Die Linke), 2019–2024 und seit 2025 Mitglied des Thüringer Landtags
- Daniel Schultheiß (* 1980 in Sonneberg), Politiker (parteilos), ab November 2018 Oberbürgermeister von Ilmenau, zuvor Mitarbeiter an der TU Ilmenau und Stadtrat der Wählergemeinschaft „Pro Bockwurst“
- Madeleine Henfling (* 1983 in Ilmenau), Politikerin (Bündnis 90/Die Grünen), 2009–2011 Landessprecherin, 2014–2024 Mitglied des Thüringer Landtags
- Andreas Bühl (* 6. Februar 1987 in Ilmenau), Politiker (CDU), seit 2014 direkt gewählt für den südlichen Ilm-Kreis als Mitglied des Thüringer Landtags

## Sportler
- Franz Wanderer (* 20. Februar 1901 in Ilmenau; † 1944), Marathonläufer, Olympiateilnehmer 1928
- Elfriede von Nitzsch (* 26. Januar 1920 in Ilmenau; † 29. Oktober 2011 in Celle), Leichtathletin
- Franz Knappe (* 23. März 1921 in Harrachsdorf; † 13. März 2017 Geschwenda), Skispringer, startete für den WSV Ilmenau
- Wolfgang Scheidel (* 9. März 1943 in Erfurt), Rennrodler, lernte in Ilmenau das Rodeln, Olympiasieger 1972
- Wolfram Fiedler (* 29. September 1951 in Ilmenau; † 11. April 1988 in Berlin), Rennrodler, Rennrodel-Weltmeister 1975
- Hans Rinn (* 19. März 1953 in Langewiesen), Rennrodler, Ehrenbürger der Stadt Ilmenau seit 3. April 1980, Olympiasieger im Doppel 1976 und 1980
- Norbert Hahn (* 6. Januar 1954), Rennrodler, Olympiasieger im Doppel 1976 und 1980 (zusammen mit Hans Rinn)
- Hartwig Gauder (* 10. November 1954 in Vaihingen/E.; † 22. April 2020), Geher, zog 1960 nach Ilmenau, später nach Erfurt, Olympiasieger im 50-km-Gehen 1980
- Ute Oberhoffner (* 15. September 1961), Rennrodlerin, Ehrenbürgerin der Stadt Ilmenau seit 17. März 1988
- Lutz Kühnlenz (* 24. Juni 1965 in Ilmenau), Rennrodler, WM-Silber 1985
- Jens Müller (* 6. Juli 1965 in Torgau), Rennrodler, Ehrenbürger der Stadt Ilmenau seit 17. März 1988, Olympiasieger 1988
- Stefan Krauße (* 17. September 1967 in Ilmenau), Rennrodler, Ehrenbürger der Stadt Ilmenau seit 19. Februar 1998, Olympiasieger im Doppel mit Jan Behrendt 1992 und 1998
- Jan Behrendt (* 29. November 1967 in Berlin), Rennrodler, Ehrenbürger der Stadt Ilmenau seit 19. Februar 1998, Olympiasieger im Doppel mit Stefan Krauße 1992 und 1998
- Jana Bode (* 1. März 1969 in Rochlitz), Rennrodlerin, trainierte in der Jugend in Ilmenau, WM-Siegerin 1996
- Peter Sendel (* 6. März 1972 in Ilmenau), Biathlet, Olympiasieger 1998 mit der Herren-Staffel
- Steffen Skel (* 14. Juni 1972 in Bad Salzungen), Rennrodler, trainierte in seiner Jugend in Ilmenau, WM-Silber 2000 und 2001
- André Lange (* 28. Juni 1973 in Ilmenau), Bobsportler, Olympiasieger im Vierer 2002 und 2006 sowie im Zweier 2006 und 2010
- Martina Stoof (* 15. Juli 1974 in Ilmenau), Beachvolleyballspielerin
- Andrea Henkel (* 10. Dezember 1977 in Ilmenau), Biathletin, Olympiasiegerin, Weltmeisterin und Gesamtweltcupsiegerin
- Dirk Matschenz (* 30. Mai 1979), Skeletonfahrer, 2001 deutscher und 2007 niederländischer Meister
- Jean-Claude Mpassy-Nzoumba (* 27. Mai 1986 in Ilmenau), kongolesischer Fußball-Nationalspieler
- Christin Senkel (*  31. August 1987), Bobsportlerin
- Dajana Eitberger (* 7. Januar 1991 in Ilmenau), Rennrodlerin, bei der Rennrodel-Europameisterschaft 2015 wurde Eitberger sowohl im Einsitzer als auch mit der Staffel Europameisterin.

## Weitere Persönlichkeiten
- Anastasia von Brandenburg (* 14. März 1478 in Ansbach; † 4. Juli 1534 in Ilmenau), Gräfin von Henneberg-Schleusingen, war mit Wilhelm VII. zu Henneberg-Schleusingen verheiratet.
- Elisabeth von Brandenburg (* 24. August 1510 in Cölln (Berlin); † 25. Mai 1558 in Ilmenau), Herzogin von Braunschweig-Lüneburg, siedelte 1555 nach Ilmenau über, starb hier vereinsamt und enttäuscht 3 Jahre später. Elisabeth von Brandenburg (1550)

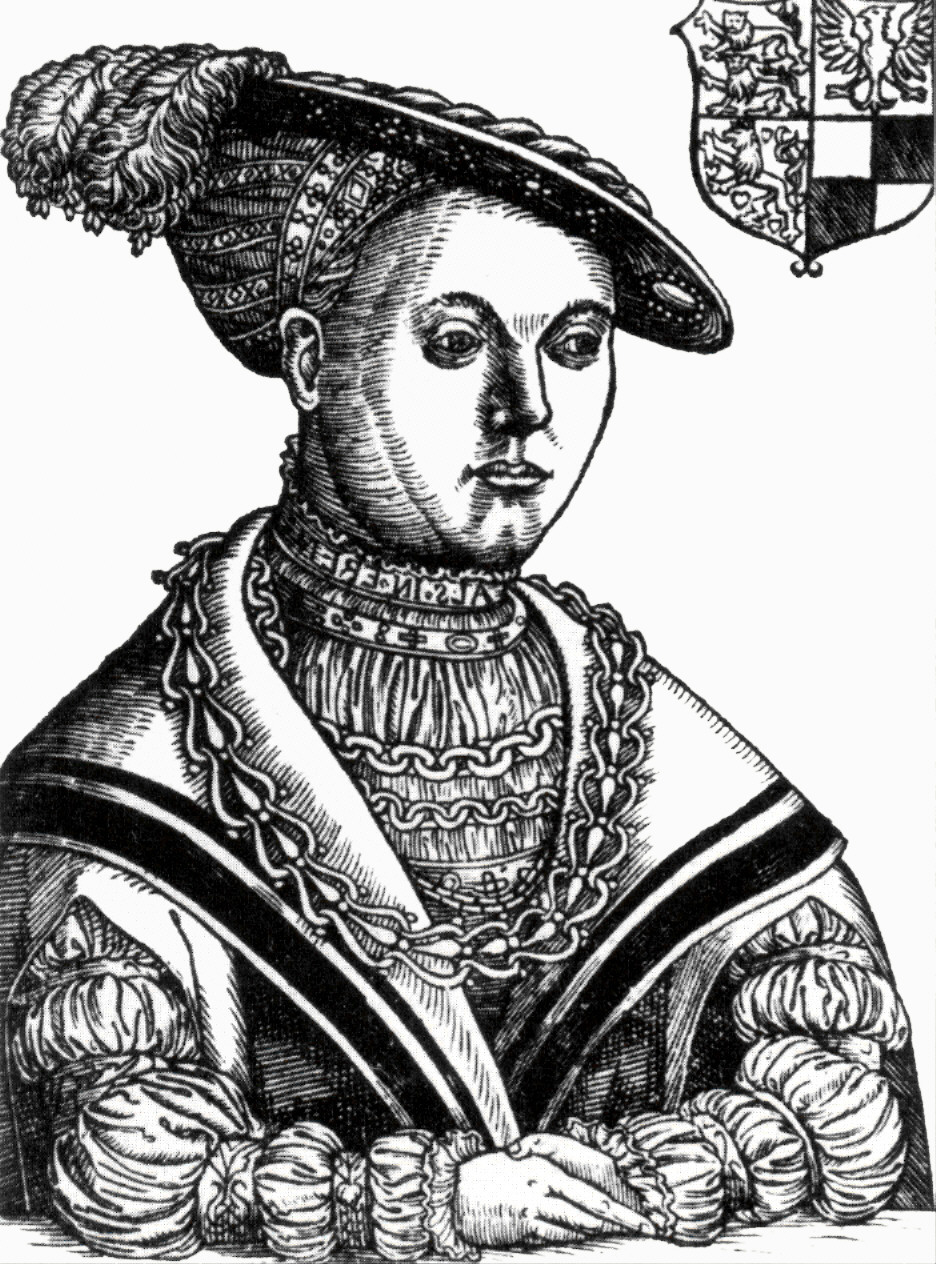
Elisabeth von Brandenburg (1550)

- Andreas Libavius (* nach 1555 in Halle/S.; † 25. Juli 1616 in Coburg), Alchemist, arbeitete von 1581 bis 1586 als Lehrer in Ilmenau.
- Barbara, Witwe des Kantors Andras Halbig († 1668 in Ilmenau), wurde in einem Hexenprozess unter dem Vorwurf des Besitzes eines Drachen enthauptet.[2]
- Johann Stephan Bach (* vor 1665 in Ilmenau; † 10. Januar 1717 in Braunschweig), Musiker und Dichter.
- Gottfried Heinrich Krohne (* 26. März 1703 in Dresden; † 30. Mai 1756 in Weimar), Architekt, leitete den Wiederaufbau der Stadt nach dem Brand von 1752, heute ist eine Straße in Ilmenau nach ihm benannt.
- Johann Christian Bartholomäi (* 26. Februar 1708 in Ilmenau; † 1. Februar 1776 in Jena), Bibliothekar und Gelehrter, tätig an der Universitätsbibliothek Jena[3]
- Johann Georg Wilhelm Freiherr von Keller (* 11. Mai 1710 in Ilmenau; † 20. November 1785 in Stettin), Generalleutnant sowie Gouverneur von Stettin
- Johann Ernst Heinsius (* 21. Mai 1731 in Ilmenau; † 18. Oktober 1794 in Erfurt), Maler. Er war für mehrere Höfe in Thüringen tätig und erwarb sich als Porträt- und Bildnismaler einen bleibenden Namen.
- Sidonia Hedwig Zäunemann (* 15. Januar 1711 in Erfurt; † 11. Dezember 1740 in Plaue), Dichterin des Barock, besuchte Ilmenau oft, da ihre Schwester hier wohnte, besuchte ein Ilmenauer Bergwerk und verarbeitete ihre dort gewonnenen Eindrücke im Gedicht Das Bergwerk zu Ilmenau.
- Friedrich Theodosius Müller (* 10. September 1716 in Ilmenau; † 13. März 1766 in Jena), lutherischer Geistlicher und Theologe, in Ilmenau geboren
- Georg Christian Füchsel (* 14. Februar 1722 in Ilmenau; † 20. Juni 1773 in Rudolstadt), Geologe, zeichnete die erste geologische Karte von Thüringen, heute ist eine Straße in Ilmenau nach ihm benannt.
- Karl Christoph Oettelt (* 28. Januar 1727 in Schleiz; † 12. Juli 1802 in Ilmenau), Pionier der Forstmathematik, war Forst- und Wildmeister in Ilmenau
- Johann Karl Wilhelm Voigt (* 20. Februar 1752 in Allstedt; † 2. Januar 1821 in Ilmenau), Geologe, arbeitete im Ilmenauer Bergbau, heute ist die Bergrat-Voigt-Straße in Ilmenau nach ihm benannt.
- Wilhelm Friedrich Hezel (* 16. Mai 1754 in Königsberg in Franken; † 12. Juni 1824 in Dorpat), Orientalist, Theologe und Hochschullehrer, Besitzer des Gut Grenzhammer in Ilmenau, lebte von 1778 bis 1896 in Ilmenau
- Charlotte Henriette Hezel (* 8. Januar 1755 in Ilmenau; † 3. April 1817 in Dorpat), Journalistin und Herausgeberin
- Ernst Christian Wilhelm Ackermann (* 14. Juni 1761 in Weimar; † 4. Oktober 1835 in Jena), Justizbeamter in Ilmenau und später Herausgeber der Weimarer Literarischen Wochenblätter
- Julius Heinrich Gottlieb Schlegel (* 15. März 1772 in Jena; † 19. Januar 1839 in Wien) war Amts- und Stadtarzt in Ilmenau
- Wilhelm Ernst Schwabe (* 25. Dezember 1775 in Ilmenau; † 3. Juni 1851 in Weimar), Militärjurist in Weimar
- August Thieme (* 26. Februar 1780 in Allstedt; † 13. Juni 1860 in Allstedt), Dichter und Schriftsteller, bekleidete 1813 bis 1817 das Amt des Diakons in Ilmenau.
- Christian Ludwig Brehm (* 24. Januar 1787 in Schönau vor dem Walde; † 23. Juni 1864 in Renthendorf), Ornithologe und Vater von Alfred Brehm, veröffentlichte einige seiner Werke in Ilmenau.
- Bernhard Friedrich Voigt (* 5. Juli 1787 in Weimar; † 17. Februar 1859 ebenda), Buchhändler, Verleger und Landtagsabgeordneter des Wahlkreises Ilmenau
- Hermann von Staff genannt von Reitzenstein (* 25. Dezember 1775 in Ilmenau; † 3. Juni 1851 in Weimar), Offizier in den Koalitionskriegen
- Constantin Ackermann (* 15. April 1799 in Ilmenau; † 5. Oktober 1877 in Meiningen), Generalsuperintendent in Meiningen
- Johann Christian Hertzer (* 20. Juni 1807 in Ilmenau; † 18. Februar 1884 in Ilmenau), 1849 bis 1873 Bürgermeister von Ilmenau
- Eduard Martiny (* 25. Dezember 1808 in Ilmenau; † 24. September 1876 in Bad Salzschlirf) als Gründer des Bades und dessen Ehrenbürger
- Gustav Herbst (* 1. November 1809 in Ilmenau; † 9. Dezember 1881 in Weimar), Geometer, Geologe und Fossiliensammler
- Heinrich Friedrich Frankenberger (* 20. August 1824 in Wümbach; † 22. November 1885 in Sondershausen), Harfenist, Komponist und Musiklehrer
- Carl Meinelt (* 30. Mai 1825 in Ilmenau; † 4. September 1900 in Bamberg), Porzellanmaler und Aquarellist
- Emil Preller (* 1836; † 1893 in Ilmenau), Arzt und Inhaber von „Sanitätsrat Dr. Prellers Kur- und Wasserheilanstalt“ in Ilmenau
- Friedrich Christoph Pelizaeus (* 3. April 1851 in Rietberg; † 11. August 1942 in Kassel), Neurologe, zeitweise Badearzt in Ilmenau
- Adolf Piltz (* 8. Dezember 1855 in Ilmenau; † 1940 bei Großheringen), Mathematiker, nach ihm ist das Piltzsche Teilerproblem benannt
- Gustav Richard Fischer (* 28. August 1862 in Pößneck; † 13. Mai 1921 in Ilmenau), Unternehmer, Gründer der Fischerhütte (eine der Ilmenauer Glashütten)
- Richard Wiesel (* 23. November 1864 in Langewiesen; † 16. November 1943 in Würzburg),  Arzt und Inhaber des „Sanatoriums Dr. Wiesel“ in Ilmenau
- Hendrikus Colijn (* 22. Juni 1869 in Burgerveen (NL); † 18. September 1944 in Ilmenau), niederländischer Politiker (Ministerpräsident der Niederlande in den 1920er- und 1930er-Jahren), geriet in deutsche Kriegsgefangenschaft, wurde nach Ilmenau verschleppt, wo er wenig später starb.
- Georg Schmidt (* 2. April 1871 in Ulm; † 13. März 1955 in Ilmenau), Direktor des Thüringisches Technikums Ilmenau; bewahrte mehrmals das Technikum vor dem Aus
- Marie Gutheil-Schoder (* 10. Februar 1874 in Weimar; † 4. Oktober 1935 in Ilmenau), Opernsängerin
- Otto Prase (* 1874 in Ilmenau; † 1956), Malermeister und Forscher der Farbenlehre
- Curt Altmann (* 18. Februar 1883 in Alt Lewin; † 23. August 1958 in Wunsiedel), Industrieller; gründete 1911 gemeinsam mit Willy Besser eine Textilwarenfabrik in Ilmenau („Curt Altmann & Co.“), die er bis 1919 hier führte.
- Otto-Wilhelm Förster (* 16. März 1885 in Ilmenau; † 24. Juni 1966 in Walsrode), General in beiden Weltkriegen, war am Aufbau des Westwalles beteiligt.
- Theodor Eicke (* 17. Oktober 1892 in Hampont; † 26. Februar 1943 in Michailowka), hoher SS-Offizier, studierte nach dem Ersten Weltkrieg in Ilmenau, arbeitete als Informant/Spion für die Ilmenauer Polizei, lernte hier seine Frau, die Ilmenauerin Bertha Schwebel, kennen.
- Friedrich Michael (* 1892 in Ilmenau; † 1986 in Wiesbaden), Schriftsteller und Verleger, wuchs in Ilmenau auf
- Robert Döpel (* 1895 in Neustadt an der Orla; † 1982 in Ilmenau), Kernphysiker, war von 1957 bis 1962 Professor an der Hochschule für Elektrotechnik.
- Rudolf Bechstein (* 18. April 1897 in Ilmenau; † 20. April 1961 ebenda), Landschaftsmaler und Fotograf, nutzte Motive aus seiner Thüringer Heimat
- Karl Kemedinger (* 29. September 1897 in Erdberg; † 1. Mai 1964 in Ilmenau), Bildhauer, arbeitete als Designer für die Porzellanindustrie (Henneberg, Metzler & Ortloff)
- Alfred Wegwerth (* 1. Mai 1897 in Königs Wusterhausen; † 8. Dezember 1976 in Bremen), Künstler und Politiker (NSDAP), schuf in den 1930er-Jahren die Sgraffiti an den Hauswänden in der Schlachthofstraße und am Faradaybau der TU.
- Josef Hampel (* 13. Dezember 1897 in Fugau (Böhmen); † 2. Februar 1979 in Ilmenau), Professor für Elektrochemie und Galvanotechnik an der Technischen Hochschule Ilmenau, Gründer und erster Direktor des Instituts für Chemie, Elektrochemie und Galvanotechnik
- Felix Weil (* 1898; † 18. September 1975 in Dover/Delaware), Marxist, veranstaltete 1923 die „Erste marxistische Arbeitswoche“ in Ilmenau, aus der die spätere Frankfurter Schule hervorging.
- Rolf Hansen (* 12. Dezember 1904 in Ilmenau; † 3. Dezember 1990 in München), führte in zahlreichen Filmen der 1930er, 40er und 50er Jahre Regie.
- Siegfried Burmeister (* 7. April 1906 in Anklam; † 11. Juli 1998 in Ilmenau); Maler, Musiker und Schriftsteller der Neuen Moderne
- Johannes Martin Ulrich (* 11. Januar 1909 in Ilmenau; † 27. April 1977 in Zürich), Zoologe, Professor an der Eidgenössisch-Technischen Hochschule in Zürich
- Paul Walter Heider (* 6. April 1909 in Ilmenau; † 3. Januar 1986 ebenda), war ein Maler und Grafiker
- Gottfried Forck (* 6. Oktober 1923 in Ilmenau; † 24. Dezember 1996 in Rheinsberg) war evangelischer Bischof in Berlin-Brandenburg und setzte sich sehr für die Bürgerrechtler in der DDR ein.
- Horst Aschermann (* 27. April 1932 in Ilmenau; † 20. Juli 2005 in Purkersdorf bei Wien), Bildhauer
- Hans-Jürgen Müller (* 8. April 1936 in Ilmenau; † 27. Mai 2009 in Stuttgart), Galerist
- Christoph Schnittler (* 8. April 1936 in Ilmenau), Politiker und Hochschullehrer
- Joachim Wanke (* 4. Mai 1941 in Breslau), katholischer Bischof im Bistum Erfurt, wuchs in Ilmenau auf. Joachim Wanke (2007)

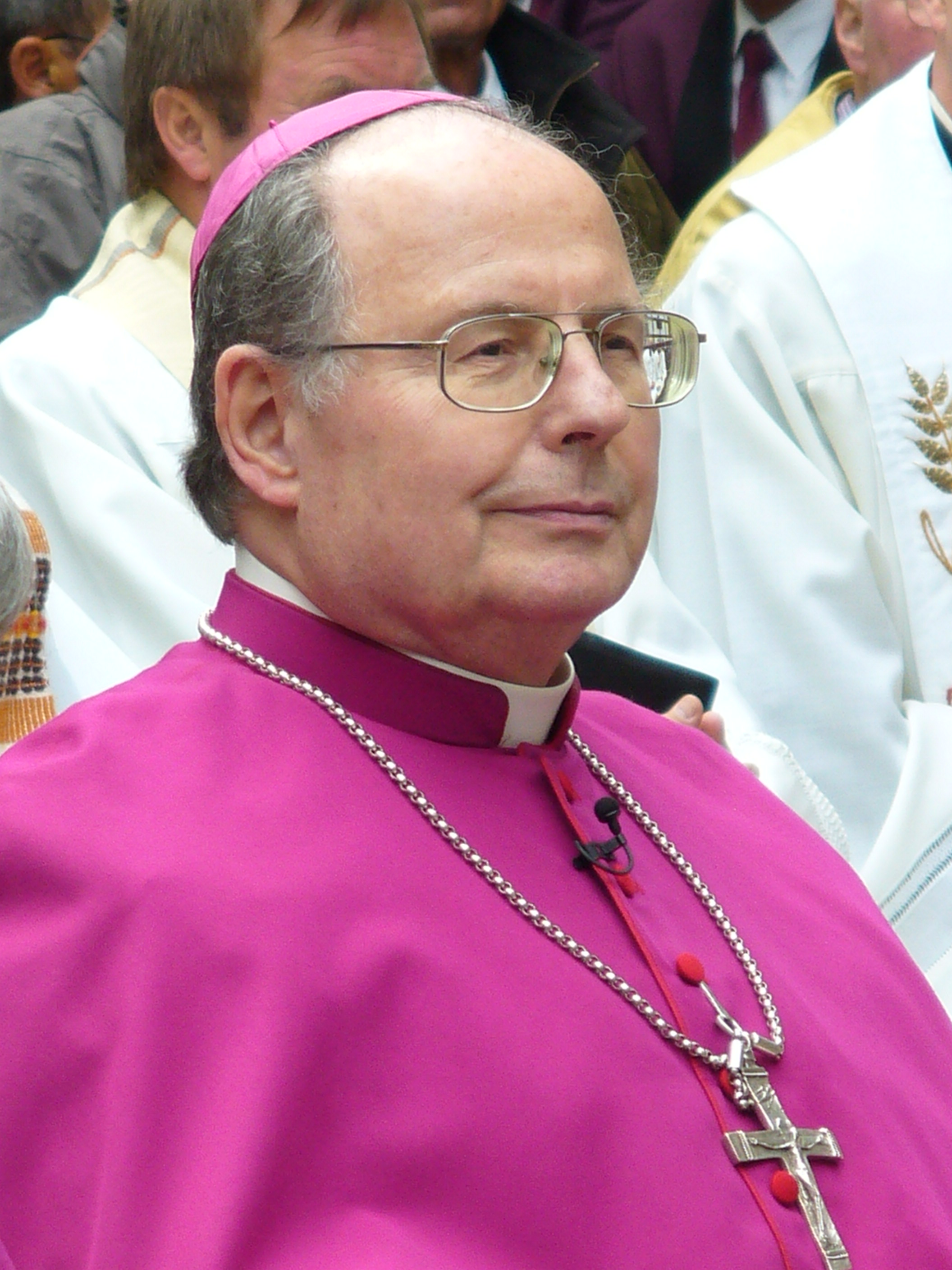
Joachim Wanke (2007)

- Uwe Grüning (* 16. Januar 1942 in Pabianice bei Łódź, Polen; † 23. Juli 2024), Hochschullehrer (TH Ilmenau, 1970–1975), Schriftsteller und Politiker (CDU), MdL Sachsen (1990–2004), Medienrat Sachsen (2004–2016)
- Lutz Fritsche (* 31. Januar 1944 in Nebra/Unstrut; † 11. Juli 2016 in Ilmenau), Geschäftsführer, Buchautor, lebte in Ilmenau
- Bernd Frankenberger (* 1. März 1944 in Ilmenau), Autor und Historiker
- Reinhard Schramm (* 22. Mai 1944 in Weißenfels), Professor, seit 2012 Vorsitzender der Jüdischen Landesgemeinde Thüringen, bis 2010 Leiter des Landespatentzentrums Thüringen
- Frank Schult (* 13. Februar 1948 in Ilmenau), Maler, Bildhauer und Grafiker
- Lutz Gebhardt (* 18. März 1952 in Weimar; † 22. November 2024 in Erfurt), Verleger, Gründer des Landkarten- und Touristikliteraturverlag grünes herz
- Sabine Bock (* 1954 in Ilmenau), Architekturhistorikerin und Denkmalpflegerin
- Jens Neundorff von Enzberg (* 1966 in Ilmenau), Theaterintendant, Operndirektor und Dramaturg
- Holger-Ralf Ehrhardt (* 11. April 1967 in Ilmenau), Journalist und Radiomoderator
- Monika Guthmann (* 11. Februar 1968 in Ilmenau), Schauspielerin, ist in zahlreichen Fernsehserien (z. B. „Tatort“, „Hinter Gittern“) zu sehen.
- Bettina Lamprecht (* 2. Juni 1977 in Ilmenau), Schauspielerin
- Katharina Herz (* 28. Juli 1979 in Ilmenau), Schlagersängerin
- Philipp Senkpiel (* 31. Juli 1979 in Ilmenau), DJ, Musikproduzent, Musikverleger
- Heinz-Jürgen Voß (* 17. Dezember 1979 in Ilmenau), deutscher Sozialwissenschaftler und Biologe
- Nico Kuhn (* 13. März 1985 in Leipzig), Sachbuchautor, lebt in Ilmenau

## Ehrenbürger
Die nachfolgende Liste enthält alle Personen, denen durch die Ilmenauer Stadtverwaltung die Ehrenbürgerwürde verliehen wurde. Als erstes wird das Datum der Ernennung genannt, nachfolgend der Name, eine Kurzbeschreibung und der Grund der Ernennung:
- 1852, 8. August: Johann Christian Gottlob Reiter, Gymnasiallehrer, als Dank für Spende
- 1853, 4. April: August Wilhelm Fils, preußischer Major, Würdigung seiner Leistung als Vermessungsoffizier
- 1854, 3. Januar: Louis Jacques Ravené, Kaufmann, als Dank für Spende
- 1861, 27. August: Agnes von Santi, Gräfin, als Dank für Spende
- 1862, 1. Januar: Friedrich Wilhelm Dihm († 1884), Kaufmann, als Dank für Spende
- 1863, 2. Februar: Gustav Höhn (1805–1878), Partikulier, Würdigung seiner Verdienste
- 1869, 4. Oktober: Ernst August Kronbiegel-Collenbusch (1819–1870), Kommerzienrat, als Dank für Spende
- 1870, 3. Juni: Karl Wilhelm Heise (1810–1883), Forstmeister, sowie dessen Frau Wilhelmine Heise (1817–1886), als Dank für Spende
- 1870, 9. Dezember: August Reisig († 1884), Justizkommissar, als Dank für Spende
- 1876, 8. Januar: Ernst Keil (1816–1878), Redakteur, als Dank für Spende

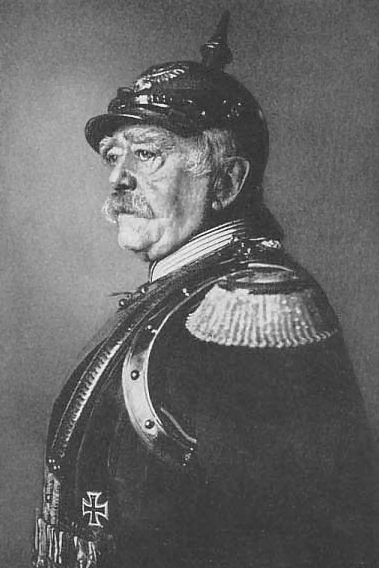
Otto von Bismarck (1894)

- 1879, 24. August: Karl Schambach (1836–1920), Geheimer Regierungsrat, Würdigung seiner Verdienste um die Eisenbahnanbindung der Stadt
- 1884, 8. Juni: Karl Springer, Rentier, als Dank für Spende
- 1884, 8. Juni: Bernhard Singer (1830–1889), Baumeister, als Dank für Spende
- 1890, 21. März: Karl Schwanitz, Justiziar, Würdigung seiner Verdienste
- 1891, 31. März: August Lincke (1815–1895), Superintendent, Würdigung seiner Verdienste
- 1895, 1. April: Otto von Bismarck, Reichskanzler, allgemeine Ehrung durch Thüringer Städte
- 1917, 2. Oktober: Paul von Hindenburg, Reichspräsident, allgemeine Ehrung durch 83 Thüringer Städte
- 1919, 4. März: Hermann Schubert (1853–1928), Kommerzienrat, Würdigung seiner Verdienste
- 1922, 25. Oktober: Karl Kirchner, Großkaufmann, als Dank für Wohltätigkeit gegenüber Rodaer Armen
- 1933, 20. April: Adolf Hitler und Wilhelm Frick, NSDAP-Politiker; Ehrenbürgerschaft wurde damals in allen Städten des Thüringer Städteverbandes verliehen und am 1. November 1946 aberkannt.
- 1936, 4. Mai: Fritz Reinhardt, NSDAP-Politiker, am 1. November 1946 aberkannt
- 1974, 26. September: Pjotr Monakow, erster sowjetischer Stadtkommandant über Ilmenau nach dem Zweiten Weltkrieg; Verleihung wegen des „Aufbaues der deutsch-sowjetischen Freundschaft in Ilmenau“
- 1974, 26. September: Zdzislaw Gorski, Leiter des polnischen Budimex-Konzernes, der in Ilmenau bei verschiedenen Bauarbeiten half (z. B. Freibad und Schortesiedlung)
- 1974, 26. September: Charlotte Gleichmann (1912–2008), Bürgermeisterin Ilmenaus von 1951–1961, Anerkennung für „Unterstützung des Aufbaues des Sozialismus in Ilmenau“
- 1980, 3. April: Hans Rinn, Rennrodler, Anerkennung für sportliche Leistungen
- 1988, 17. März: Ute Oberhoffner und Jens Müller, beide Rennrodler, Anerkennung für sportliche Leistungen
- 1998, 19. Februar: Stefan Krauße und Jan Behrendt, beide Rennrodler, Anerkennung für sportliche Leistungen
- 1998, 10. Dezember: Willi Botz (1903–2001), Heimatforscher, Anerkennung für heimatgeschichtliche Arbeit
- 2009, 22. Januar: Gunter Lacroix (1941–2021), Stadtwegewart; Würdigung und Anerkennung der langjährigen Arbeit als Stadtwegewart
- 2013, 16. Januar: Helmut Krause (* 1952), Oberarzt; Ehrung für sein Engagement während der friedlichen Revolution 1989 und Würdigung vieler ehrenamtlicher Tätigkeiten (Mitgliedschaft in Kreistag und Stadtrat, Vorsitzender mehrerer Vereine, Etablierung einer Palliativstation)
- 2021, 6. Oktober: Gerd-Michael Seeber (* 1949), (Ober-)Bürgermeister Ilmenaus von 1990–2018

## Ehrenmedaille der Stadt
Seit 1999 wird durch die Stadt Ilmenau eine Ehrenmedaille für soziales Engagement vergeben.

## Gedenktafeln im Stadtgebiet

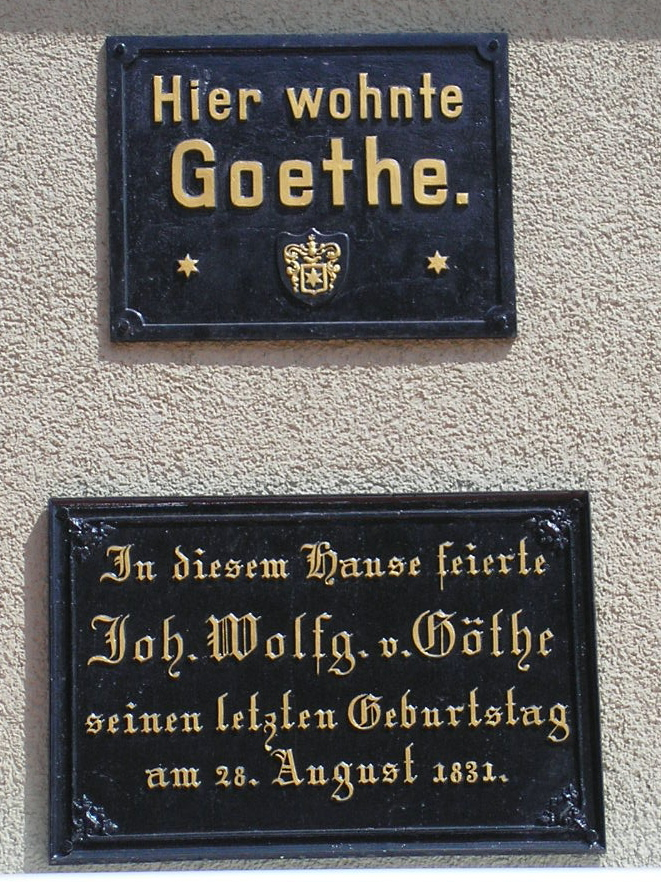
Gedenktafel am Löwen, wo Goethe seinen letzten Geburtstag im Jahr 1831 feierte
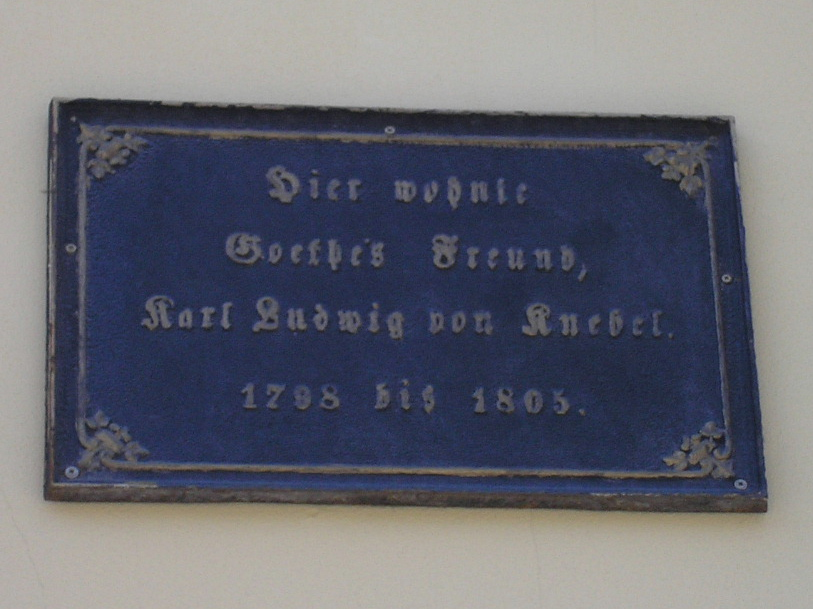
Gedenktafel am Wohnhaus Knebels
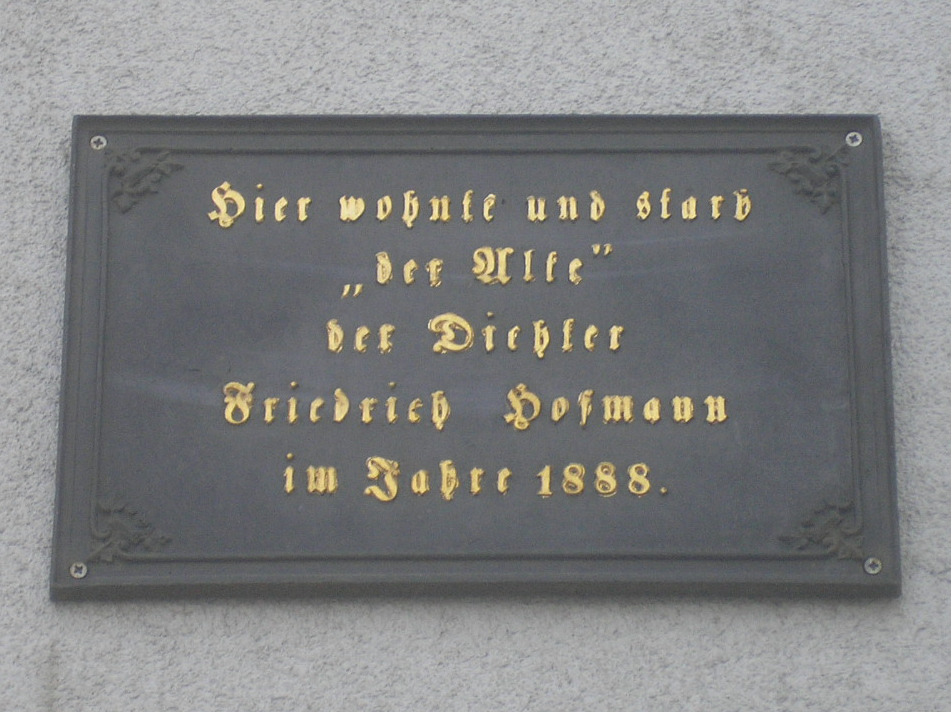
Gedenktafel am Wohnhaus von Friedrich Hofmann
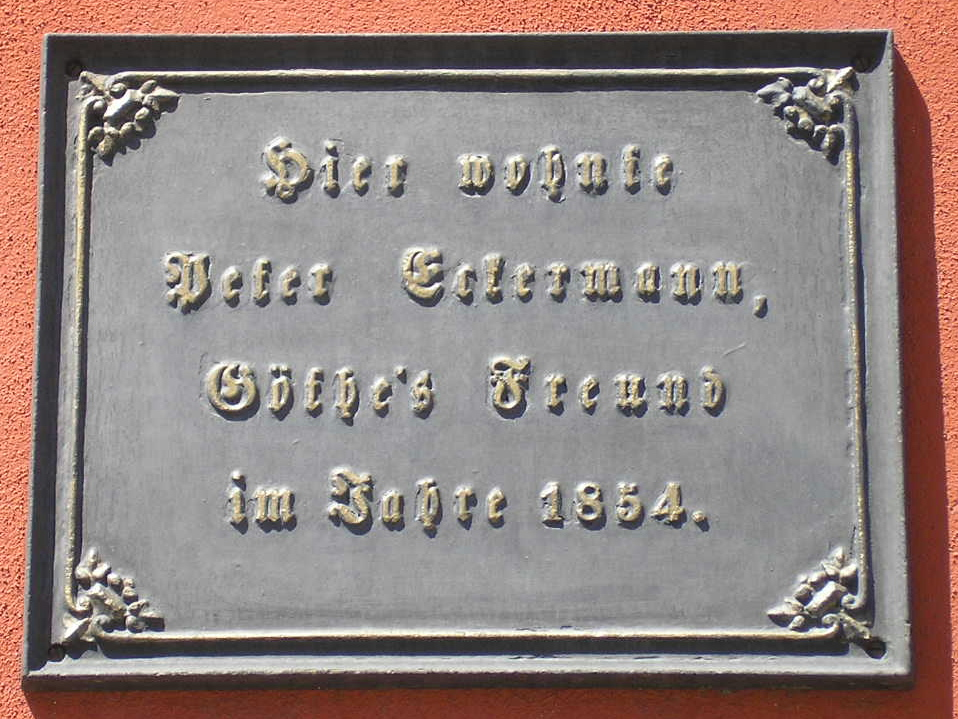
Gedenktafel am Wohnhaus Eckermanns
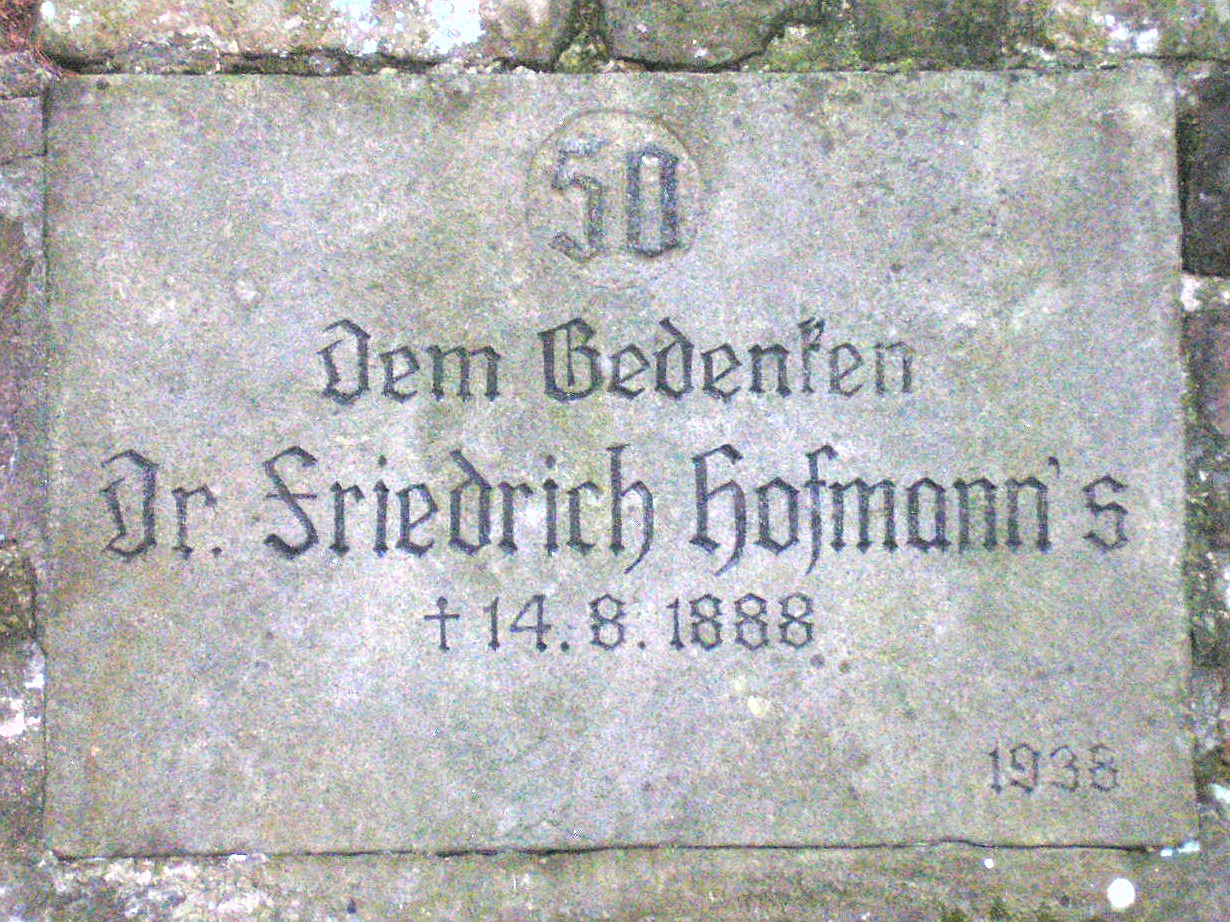
Gedenktafel anlässlich des 50. Todestags von F. Hofmann an der Prellerpromenade
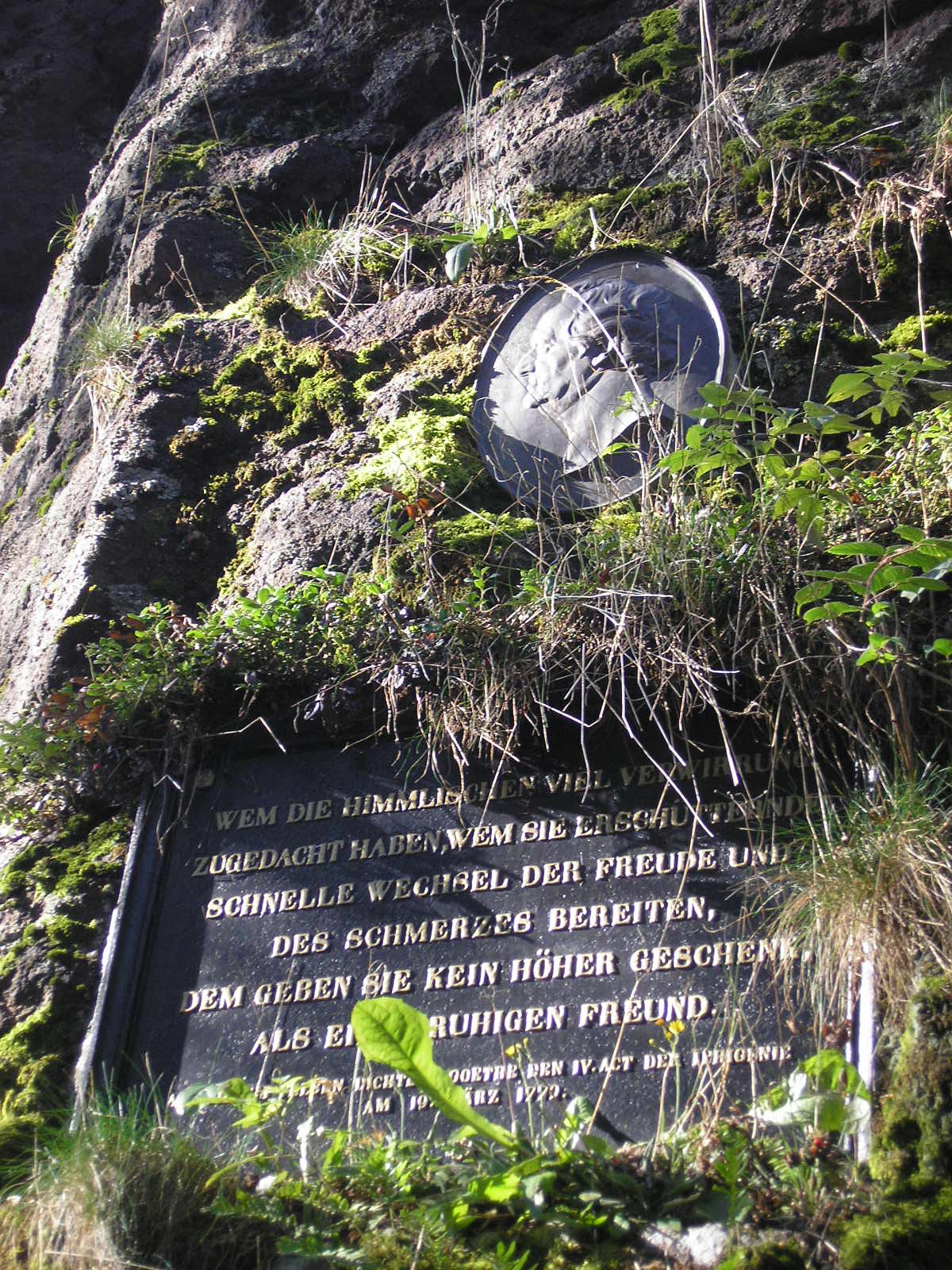
Gedenktafel am Schwalbenstein nahe Ilmenau (Goethe)
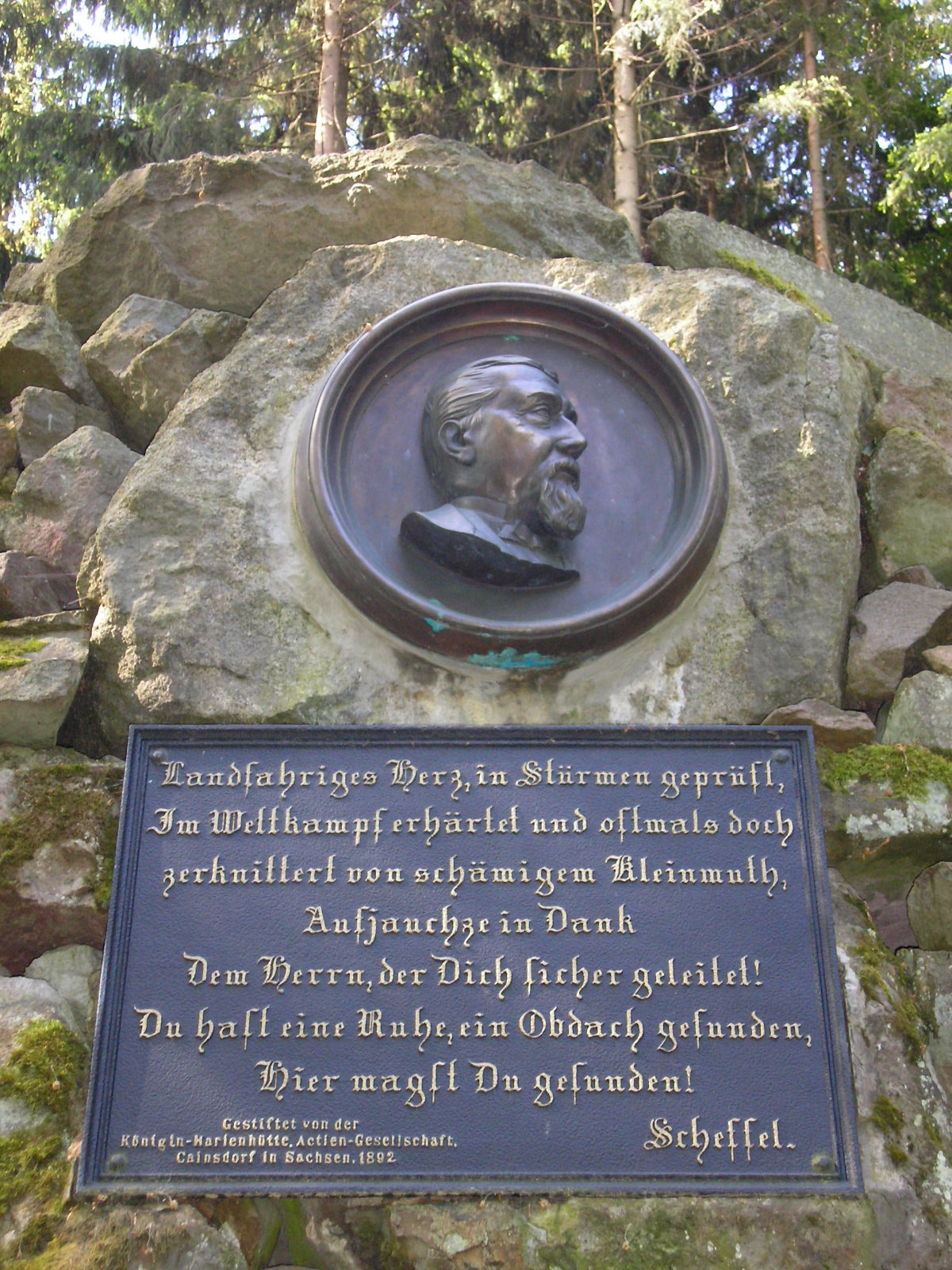
Inschrift des Scheffeldenkmals